# Plocoglottis latifrons
Plocoglottis latifrons är en orkidéart som beskrevs av Johannes Jacobus Smith. Plocoglottis latifrons ingår i släktet Plocoglottis och familjen orkidéer. Inga underarter finns listade i Catalogue of Life.